# Johann Staden
Johann Staden (Nuremberg, 2 de juliol de 1581 – 15 de novembre de 1634) fou un compositor del Barroc i organista alemany. És conegut per ser el que va establir l'anomenada escola de Nuremberg. És el pare de Sigmund (1607-1655) també organista i compositor.
El 1604 era organista de la cort de l'Elector de Brandeburg, d'on passà amb el mateix càrrec a l'església de Sant Llorenç de la seva ciutat natal, exercint també en la de Sant Sebastià de la mateixa població. Morí a conseqüència de la pesta el 1634.
El seu estil com a compositor té molta analogia amb el de Samuel Scheidt i de Heinrich Schütz; la seva harmonia és vigorosa i rica, però la modulació a vegades resulta massa dura. Obres principals:
- Teutsche Lieder nach Art der Villanellen mit, 3, 4 und 5 Stimmen (Nuremberg, 1606);
- Neue teutsche Lieder samp ettlichen Galliarden mit 4 Stimmen (Nuremberg, 1609);
- Geitsliche Gessaeng mit 3-7 Stimmen (Nuremberg, 1609);
- Venus Kraenizlein neuer musikalischer Gesaeng sowohl auch ettiliche Galliarden, etc., mit 4 und 5 Stimmen (Nuremberg, 1611);
- Harmoniae Sacrae pro festis praecipuis totius anni 4, 5, 7 et 8 vocum (Nuremberg, 1616);
- Neue Paduanen, Galliarden, Curranten, Belletten, Intraden und Canzonem, a 4 i 5 veus (Nuremberg, 1618);
- Continuatio Harmoniarum sacrarum, 1, 2, 4, 12 vocum (Nuremberg, 1621);
- Harmonicae meditationes animae de amores Jesu reciproco 4 vocum (Nuremberg, 1622);
- Hauss-Music geistlicher Gesang, mit 4 Stimmen (NUrember, 1623);
- Erster Theil der Kirchen-Musik, de 2 a 14 veus (Nuremberg, 1625; 2ª. part de la mateixa obra, Nuremberg, 1626);
- Opusculum novum vom Pavanen, Galliarden, Allemanden, Couranten, Intraden, Volten und Canzonen samt einer Fantasia auf unterachiedenen Instrumenten zu gebrauchen; Herzentrosts-Musica Geistlicher Meditationen mit einer Stimme (Nuremberg, 1630);
- Harmoniae variatae sacrarum cantionum von 1, 2, 3, 12 vocum (Nuremberg, 1632).